# Chikusichloa
Chikusichloa là một chi thực vật có hoa trong họ Hòa thảo (Poaceae).

## Loài
Chi Chikusichloa gồm các loài: